# Аэропорт (станция метро, Москва)
«Аэропо́рт» — станция Замоскворецкой линии Московского метрополитена. Расположена под Ленинградским проспектом между станциями «Сокол» и «Динамо». Выходы находятся на территории района «Аэропорт» Северного административного округа Москвы и один выход (через подземный переход под Ленинградским проспектом) на территории Хорошёвского района этого же округа.
Открыта 11 сентября 1938 года в составе участка «Площадь Свердлова» (ныне «Театральная») — «Сокол» (вторая очередь строительства). Названа по бывшему Центральному московскому аэродрому, находившемуся на Ходынском поле.
«Аэропорт» — первая односводчатая станция московского метро, полностью выстроенная открытым способом (включая наклонные ходы и вестибюли), а также вторая по постройке односводчатая станция Московского метрополитена (после «Библиотеки им. Ленина»).

## История
В 1910 году на Ходынском поле, неподалёку от нынешней станции метро, был открыт аэродром Московского общества воздухоплавания. Позднее он получил название «Центральный аэродром имени М. В. Фрунзе». В 1931 году на нём появился первый в СССР аэровокзал.
План строительства линии метро, проходящей около аэродрома, появился в 1932 году. В генеральном плане реконструкции Москвы 1935 года значилось, что линия второй очереди метро соединит центр Москвы с аэродромом. Согласно плану, станция «Аэропорт» должна была стать конечной. Но из-за переноса депо второй очереди в район села Всехсвятского конечной стала станция метро «Сокол». Первоначальный проект станции был разработан в 1935 году Архитектурной мастерской НКТП № 2 (архитектор — Б. С. Виленский, соавторы — Д. Б. Савицкий и В. А. Ершов), позднее в него были внесены некоторые изменения.
Станцию метро «Аэропорт» строили открытым способом. Вестибюли были встроены в два жилых дома, возведённых одновременно со станцией. Открытие станции «Аэропорт» состоялось 11 сентября 1938 года. Станция вошла в состав участка «Сокол» — «Площадь Свердлова» (ныне «Театральная») второй очереди строительства, после ввода в эксплуатацию которого в Московском метрополитене стало 22 станции.
Во время Великой Отечественной войны станция служила бомбоубежищем, как и другие станции московского метро. Есть версия, что первая немецкая бомба, упавшая на Москву, взорвалась 22 июля 1941 года рядом со станцией «Аэропорт». Конструкция станции метро «Аэропорт» была скопирована архитектором Юлианом Островским для строительства бункера Сталина в Самаре.
Сейчас оформление станции немного отличается от первоначального. Круглые светильники на потолке были заменены люстрами из люминесцентных ламп. В 1979 году из северного аванзала был сделан выход в подземный переход под Ленинградским проспектом. Этот выход был оборудован эскалатором. К началу 1970-х годов пол был выложен серым гранитом (до этого он был частично заасфальтирован и частично покрыт разноцветным мрамором).
В середине 1990-х годов в ближайшем к станции жилом доме значительно возрос уровень шума и вибраций, исходящих от метро. По словам начальника Московского метрополитена Дмитрия Гаева, причиной этому послужили проводимые жильцами дома капитальные перепланировки.
В середине 2000-х годов существовал проект строительства Третьего пересадочного контура метро, где предусматривалась пересадка на станции «Аэропорт». В последующих планах пересадку было решено сделать на станции «Динамо».

## Название и вопрос о переименовании
На момент составления Генерального плана реконструкции Москвы в 1935 году на Центральном аэродроме имени М. В. Фрунзе, располагавшемся на Ходынском поле, действовал Московский международный аэропорт. С открытием 6 ноября 1931 года здания аэровокзала он стал первым аэропортом Москвы.
Однако после Великой Отечественной войны, в 1947—1948 годах, большую часть авиарейсов перевели с Центрального аэродрома в аэропорты «Быково» и «Внуково». С 1948 года Центральный аэродром стал центром испытания новых самолётов расположенных поблизости авиазаводов. Таким образом, уже тогда название «Аэропорт» отчасти утратило полноценное соответствие окружению.
В 1959-м дальше к северо-западу открылся аэропорт «Шереметьево», а в 1964-м на северо-запад продлили зелёную линию метро, что создавало дополнительную путаницу.
В 1960 году на Центральном аэродроме открыта вертолётная станция, откуда пассажиров доставляли вертолётами в аэропорты «Быково» и «Внуково». В 1966 году на Ленинградском шоссе, д. 37 открыт комплекс Центрального городского аэровокзала с вертолётной и автобусной станциями. Он находился на равном расстоянии от станций метро «Динамо» и «Аэропорт». В 1971 году вертолётную станцию закрыли, остался лишь аэровокзал.
Предложение переименовать станцию метро «Аэропорт» в «Аэровокзал» прозвучало ещё в 1987 году. В 1991—1992 годах, когда происходило переименование ряда станций московского метрополитена, это предложение было высказано вновь. В 1995 году Юрий Дружников в книге «Я родился в очереди» писал: «Название станции метро „Аэропорт“ также теперь бессмысленное, потому что пассажирских аэропортов в Москве четыре, и все нынче не тут, а до городского аэровокзала от метро далеко».
В 2003 году аэродром был закрыт. Автобусы в аэропорты перенесли к конечным станциям метро, а аэровокзал превратился в автовокзал, откуда отправлялись междугородние автобусы, который также был закрыт в январе 2013 года, после чего стал обыкновенным торговым центром. Автобусные маршруты от аэровокзала в аэропорты с появлением в 2000-е годы «Аэроэкспресса» были прекращены. Таким образом, актуальность потеряли и название «Аэропорт», и «Аэровокзал». В 2012 году дизайнер Илья Бирман предложил название «Ленинградский проспект».

## Архитектура и оформление
В оформлении станции архитекторы старались выразить тематику советской авиации. Стремление передать перронному залу объёмность привело к выбору односводчатой конструкции станции. Свод сооружён из монолитного железобетона по специальному проекту. «Аэропорт» стала первой односводчатой станцией Московского метрополитена, выстроенной открытым способом.
Через свод станции проходят длинные узкие рельефные полосы, напоминающие стропы парашюта. Они пересекаются между собой и придают дополнительное ощущение простора и лёгкости.
Нижняя часть путевых стен отделана чёрным диабазом. Над ним расположены рельефные веерообразные вставки, облицованные мраморовидным известняком «Биюк-Янкой» и фиолетовым мрамором. Между этими вставками стены облицованы розовым мрамором. Гармоничное сочетание материалов разного цвета и фактуры придаёт путевым стенам особую декоративную выразительность.

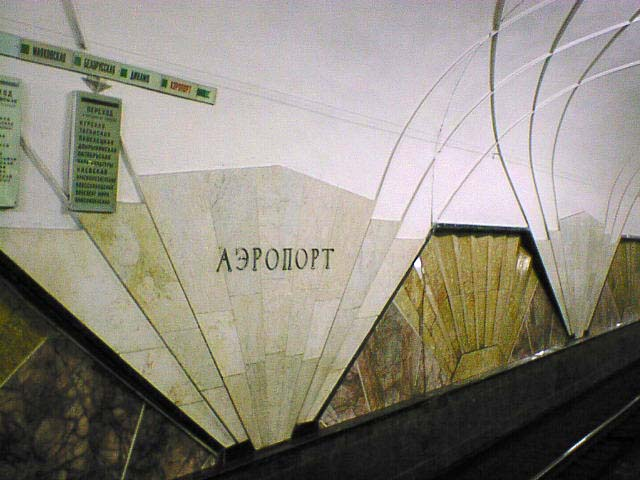
Отделка путевой стены

Над путевыми стенами расположены чугунные вентиляционные решётки ромбовидной формы. Они вписаны в пересечения «парашютных строп». На потолке находится ряд конических люстр для люминесцентных ламп, дающих равномерно рассеянный свет. Первоначально люстры состояли из полукруглых светильников, закреплённых вокруг одного шарообразного плафона. Но они давали слишком мало освещения и поэтому были заменены.
Декоративные решётки в торцах, вентиляционные решётки, арматура, указатели, скамьи выполнены по эскизам З. Н. Быкова.
Пол станции выложен серым гранитом. Первоначально платформа была покрыта асфальтом, а по её центру шла узорная дорожка, набранная из мрамора. По центру станции установлено пять двусторонних деревянных скамеек. Над их спинками закреплены информационные щиты и указатели.
Торцы станционного зала соединяются с двумя аванзалами широкими лестницами, проходящими в арках, оформленных декоративными металлическими решётками. Каждый аванзал имеет прямоугольную форму. Выделяется центральная часть с обозначенным на потолке кольцом, которое поддерживают четыре многогранные колонны, облицованные ониксом. На потолок нанесён сложный лепной рисунок. Стены аванзалов облицованы тёмно-жёлтым мраморовидным известняком «Биюк-Янкой»; пилястры — из чёрного мрамора «Давалу».

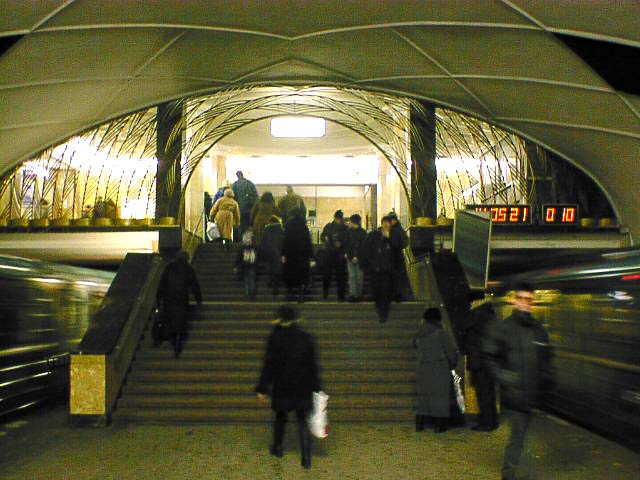
Лестница в конце станционного зала

Аванзалы сообщаются лестницами с двумя вестибюлями, выходящими на Ленинградский проспект. Они встроены в два жилых здания, сооружённых в 1938 году по проекту архитектора С. М. Кравеца (в 1954 году эти дома были соединены).
Снаружи вестибюль представляет собой лоджию с тремя арками, опирающимися на квадратные колонны, облицованные лабрадоритом. Через боковые арки осуществляется вход и выход пассажиров. От них к кассам ведут две лестницы. В интерьере вестибюля архитекторы также старались достичь эффекта лёгкости и воздушности. Высокий потолок с кружевной лепкой поддерживают две восьмигранные колонны, облицованные мраморовидным известняком. Верхнюю часть колонн украшают лепные капители и решётчатые раструбы. Центром композиции вестибюля является кассовая ниша. Около неё два лестничных марша соединяются, и далее к аванзалу ведёт одна широкая лестница.
Как было написано в 1938 году в журнале «Архитектура СССР», архитекторы станции метро «Аэропорт» попытались решить художественную задачу достаточно оригинальным способом. Если на других станциях второй очереди архитекторы выражали свои задумки, исходя из качественных возможностей камня и его технологических свойств, то авторы станции «Аэропорт» намеренно отошли от этого. Тематику советской авиации они выражают применением архитектурных форм, которые своим сочетанием создают впечатление простоты, воздушности и лёгкости. Такое впечатление создаётся благодаря тому, что авторы решили преодолеть свойства и качества основного материала станции — массивного камня. Изгибы мраморной облицовки и веерообразные линии, пересекающиеся на своде, создают ощущение не плотной массы, а тонкой плёнки. В декоративном оформлении станции чувствуется налёт стиля модерн и, в особенности, ар-деко. Тем не менее, по мнению критика В. Лаврова, излишнее игнорирование авторами свойств материалов относится к недостаткам архитектуры станции.
На станции есть две кассы: одна расположена в южном вестибюле, вторая — в северном аванзале (касса, изначально находившаяся в северном вестибюле, сейчас не действует). Северный аванзал соединяется с подземным переходом под Ленинградским проспектом. Выход в подземный переход оборудован лестницей и эскалатором типа ЭТ-5. Этот эскалатор имеет высоту 3,2 метра и является одним из двух самых коротких эскалаторов в Московском метрополитене (второй — у метро «Чеховская»). Не считая этого эскалатора, станция не приспособлена для людей с ограничениями опорно-двигательной системы (лифты и пандусы отсутствуют).
В мраморовидном известняке, которым облицованы путевые стены и вестибюль станции, можно найти большое количество окаменелостей морских организмов мелового периода. Среди них - различные кораллы и раковины моллюсков (см. Окаменелости в Московском метрополитене).
Архитекторы станции — Б. С. Виленский и В. А. Ершов (при участии Т. Вайнера и В. Сдобнова). Архитекторы вестибюлей — Б. С. Виленский и В. А. Ершов. Инженер-конструктор — Н. А. Кабанов. Строительство станции выполнила Дистанция № 17 Мосметростроя (начальник С. Фрадкин). Станция метро «Аэропорт» является выявленным объектом культурного наследия города Москвы.

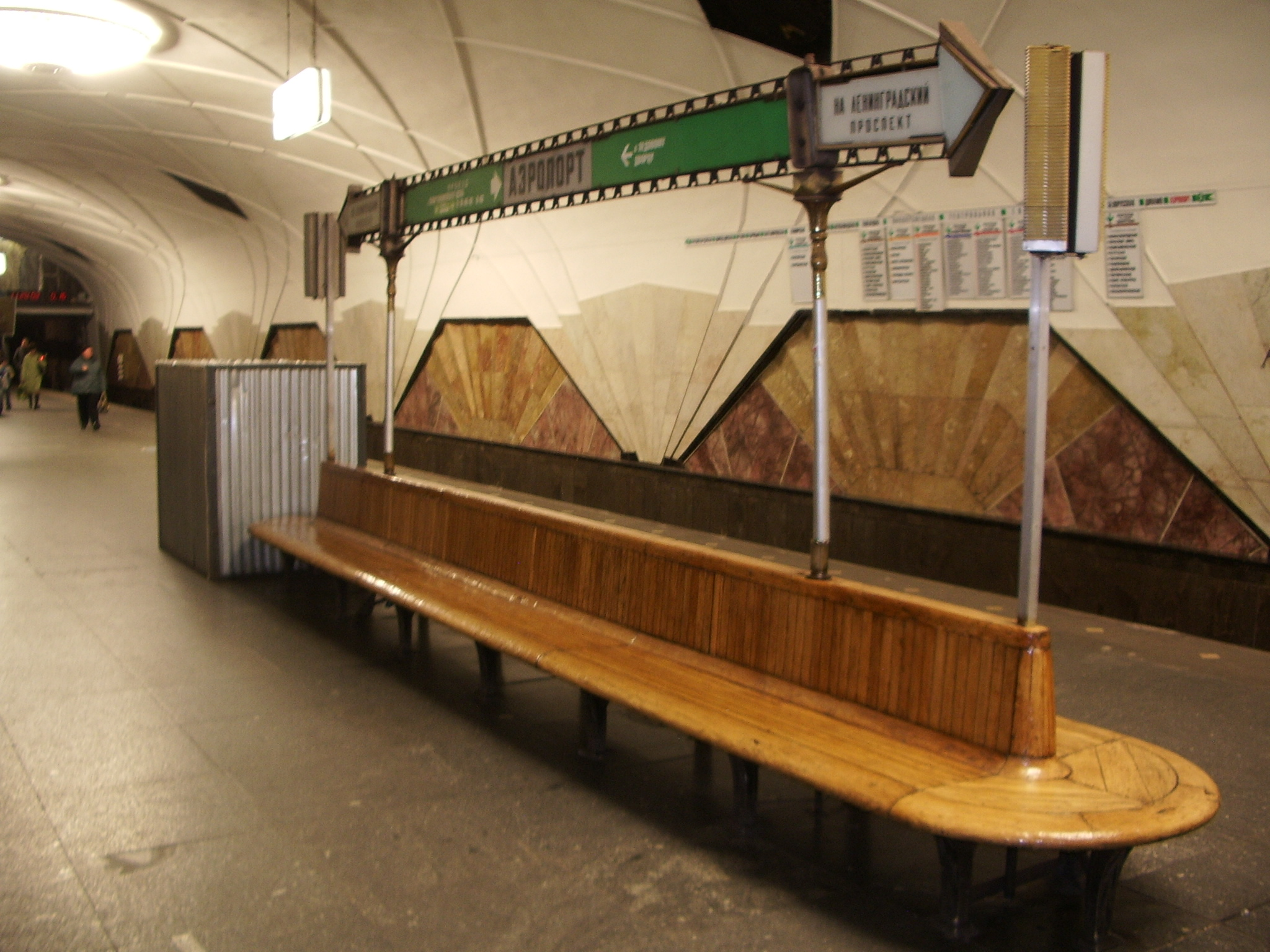
Скамейка
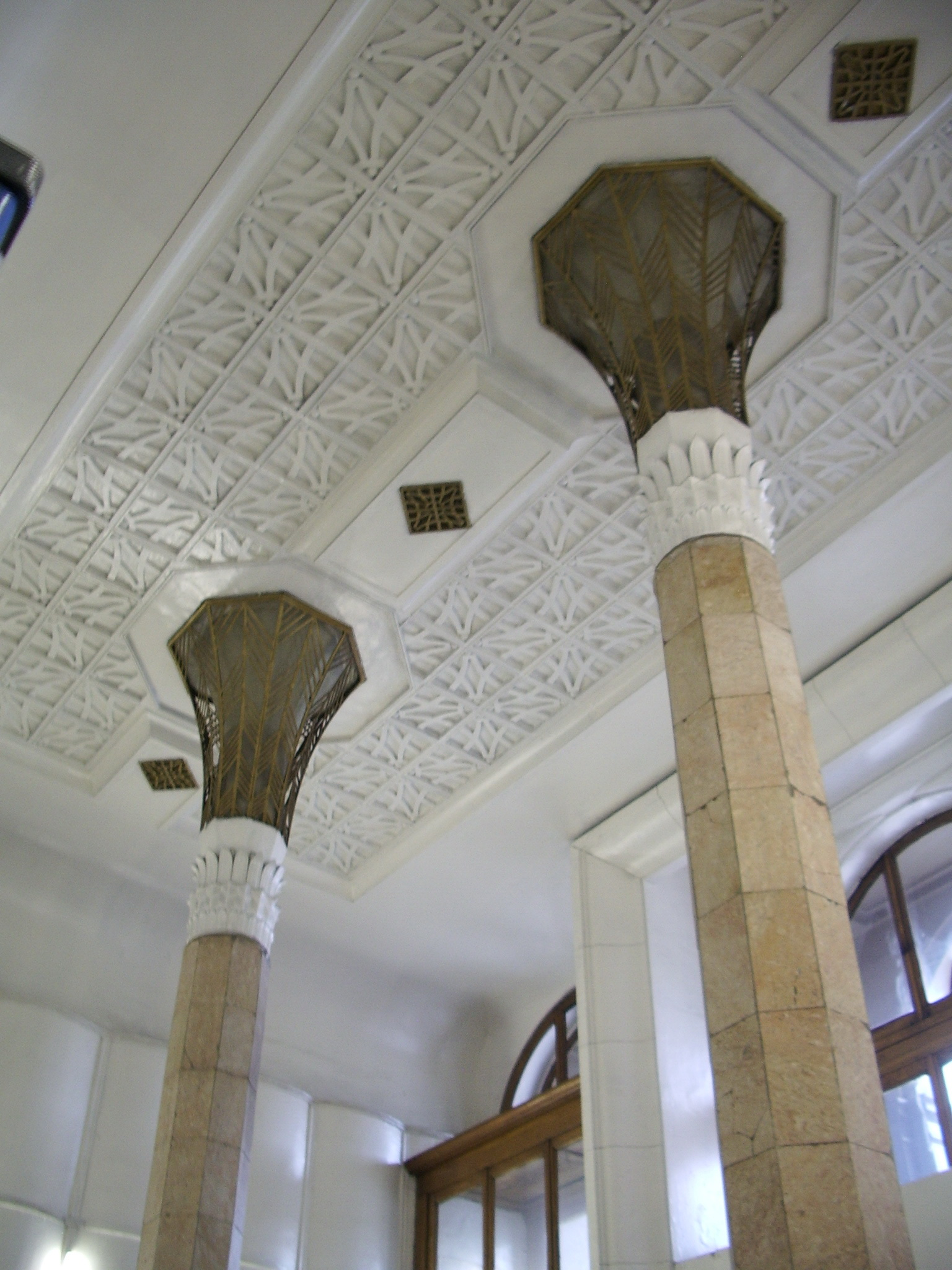
Колонны вестибюля
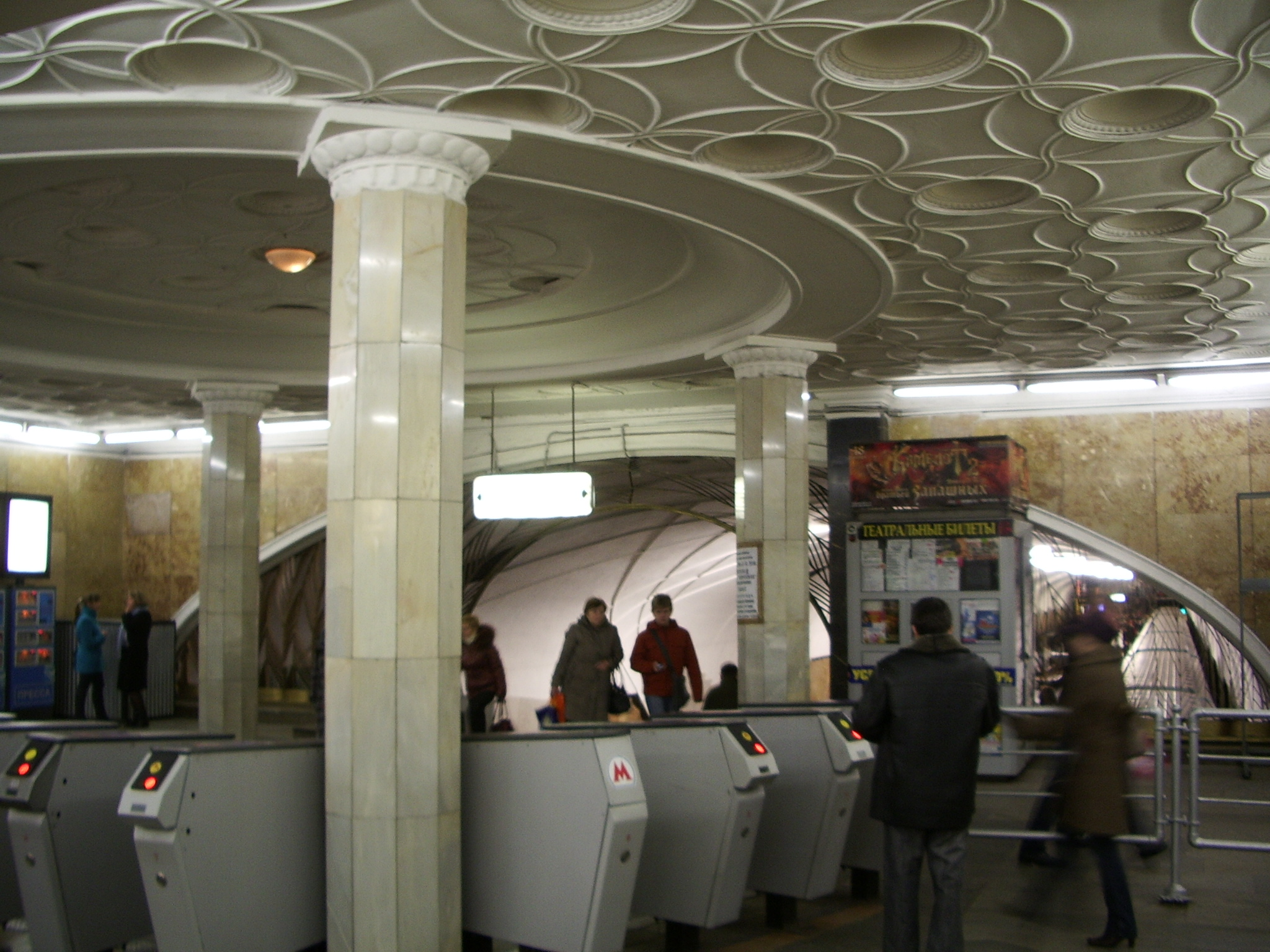
Аванзал
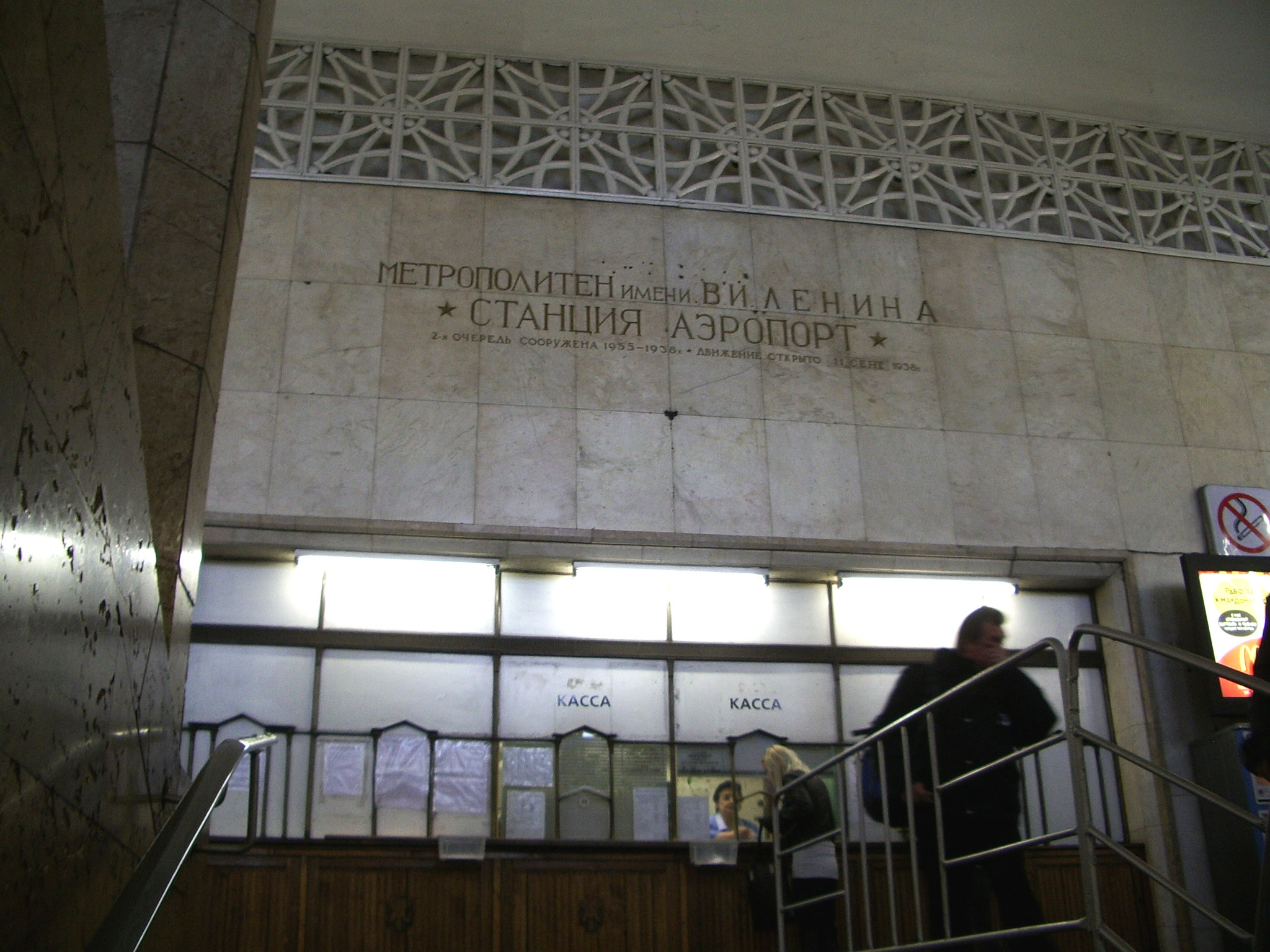
Кассы и памятная надпись в вестибюле
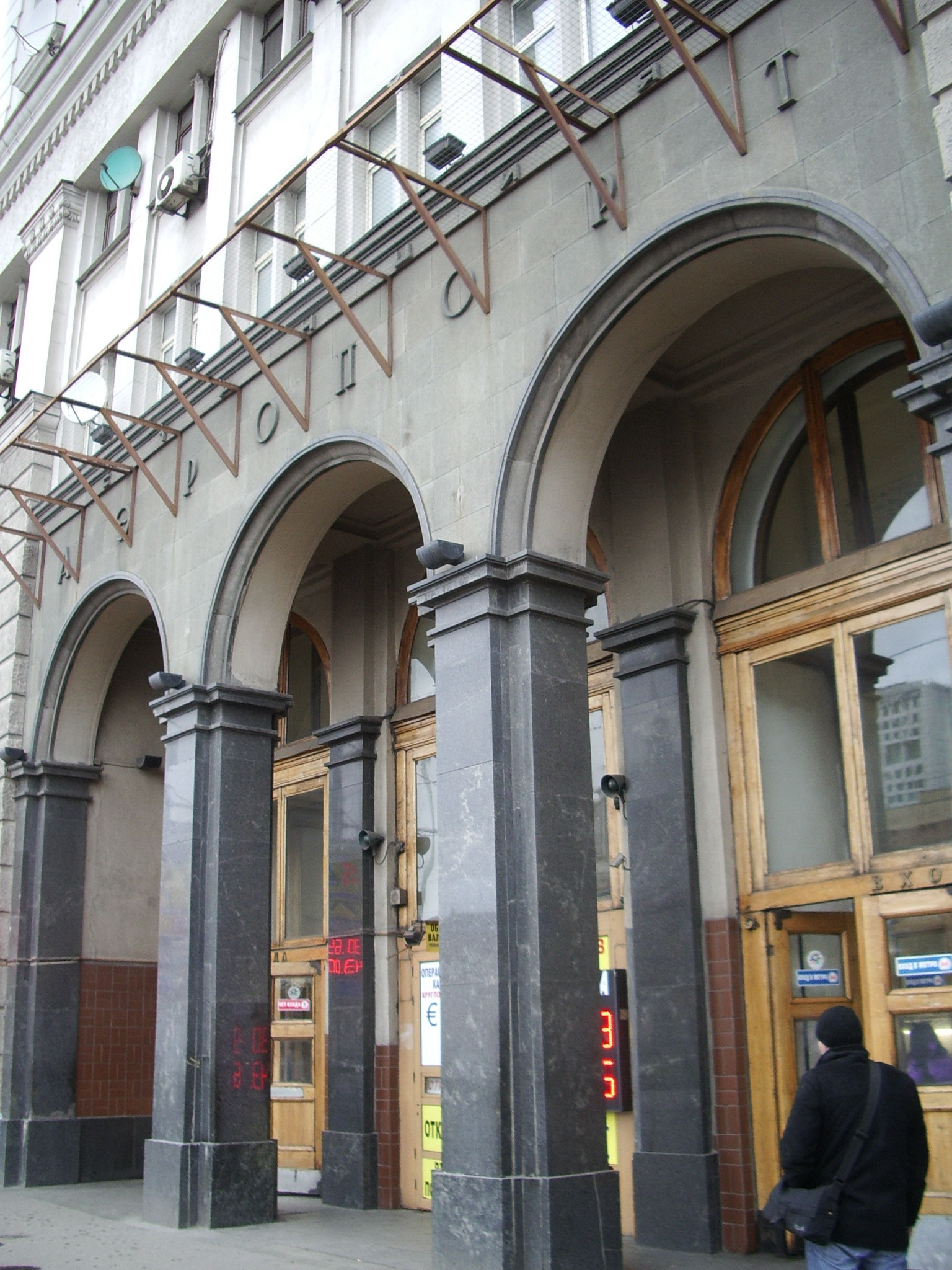
Вход в метро
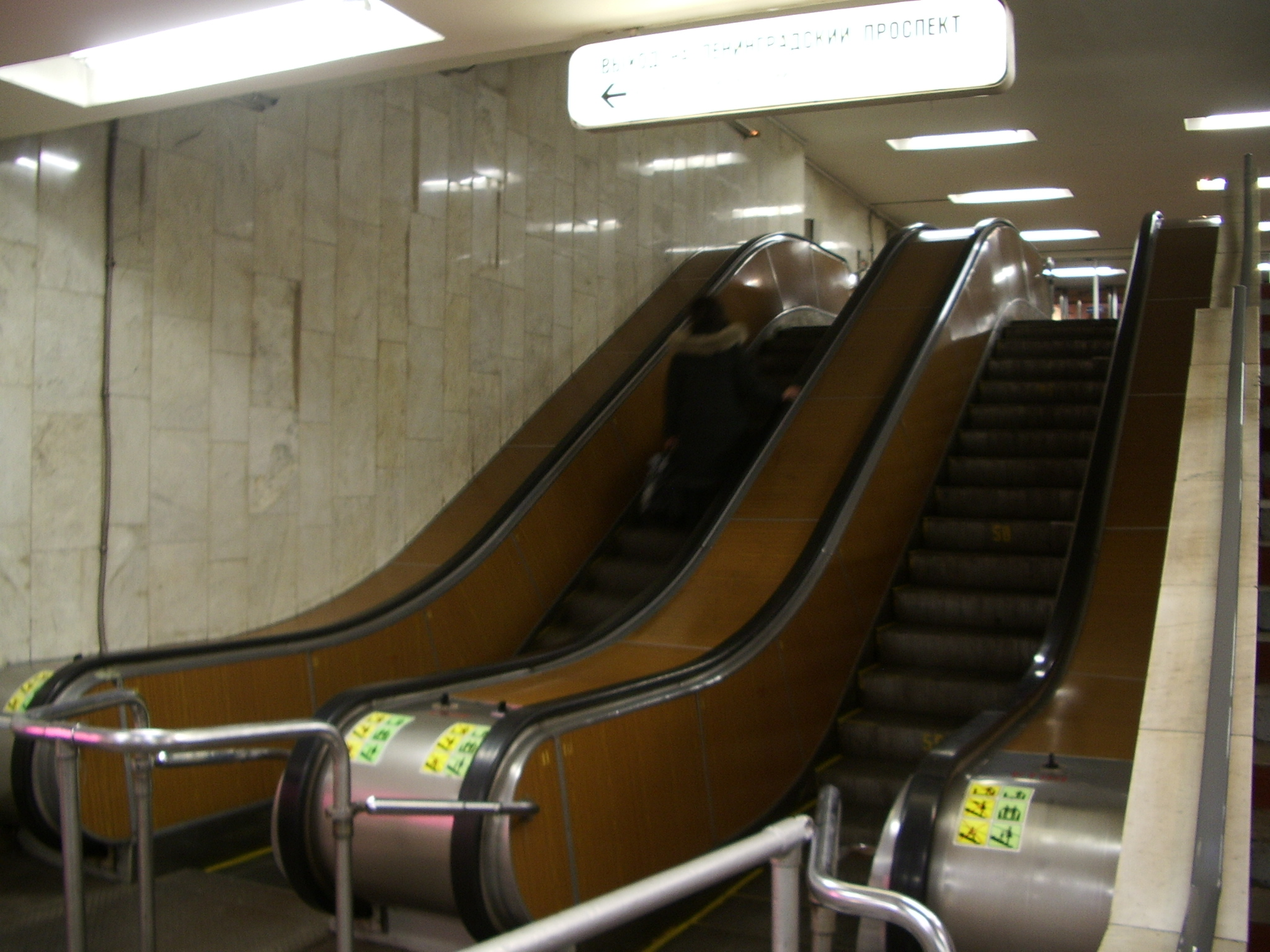
Эскалатор

## Станция в цифрах
- Код станции — 037[1].
- Глубина заложения — 10 метров[7].
- Длина платформы — 155 метров[6].
- Ширина платформы — 8 метров[30].
- Пикет ПК71+16[31].
- По данным 1999 года, суточный пассажиропоток станции составлял 62 280 человек[32]. Согласно статистическому исследованию 2002 года, пассажиропоток станции составлял: по входу — 59800 человек, по выходу — 71600 человек[33].
- Время открытия станции для входа пассажиров — 5 часов 20 минут, время закрытия — в 1 час ночи[34].
- Таблица времени прохождения первого поезда через станцию[35]:

| По чётным числам           | Будние дни | Выходные дни |
| По нечётным числам         | Будние дни | Выходные дни |
| В сторону станции «Сокол»  | 06:01:00   | 06:01:00     |
| В сторону станции «Сокол»  | 06:01:00   | 06:01:00     |
| В сторону станции «Динамо» | 05:30:00   | 05:30:00     |
| В сторону станции «Динамо» | 05:30:00   | 05:30:00     |

## Расположение

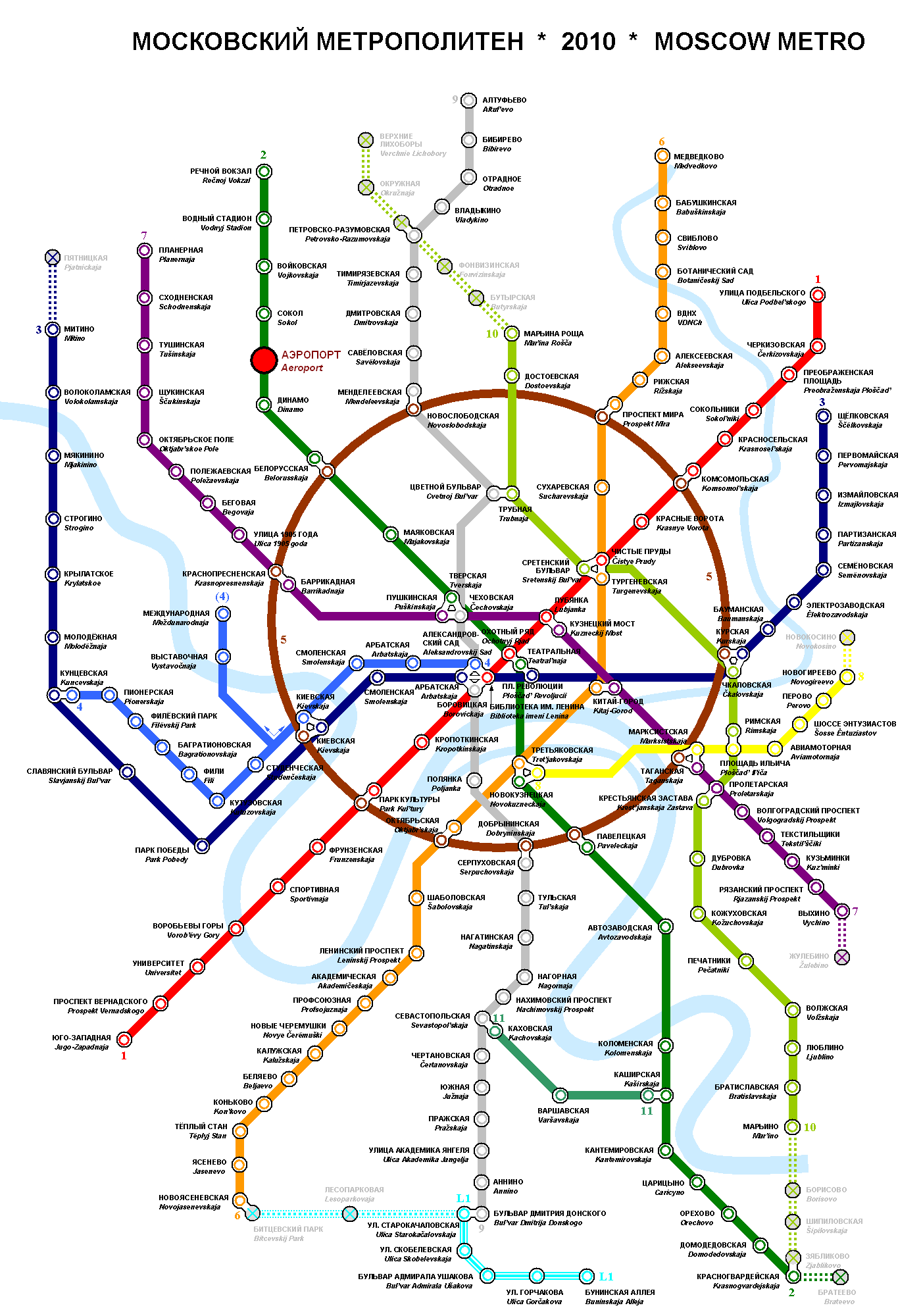
«Аэропорт» на карте метро 2010 года.

Станция метро «Аэропорт» Замоскворецкой линии расположена между станциями «Динамо» и «Сокол». Два наземных вестибюля ведут на чётную сторону Ленинградского проспекта: один вестибюль у площади Эрнста Тельмана (на пересечении Ленинградского проспекта с улицей Черняховского), второй вестибюль рядом с 1-й Аэропортовской улицей. Станция имеет выход в подземный пешеходный переход под Ленинградским проспектом, который с одной стороны выходит на площадь Эрнста Тельмана, а с другой — на площадь у пересечения улиц Викторенко и Острякова. Адрес вестибюлей станции: Ленинградский проспект, дом 62. Расстояние до центра Москвы — 7,3 километра.

## Наземный общественный транспорт
На этой станции можно пересесть на следующие маршруты городского пассажирского транспорта:
- Автобусы: м1, е30, е30к, 356, 403, 412, 905, т65, т70, т86, н1, н12

## Учреждения вблизи станции

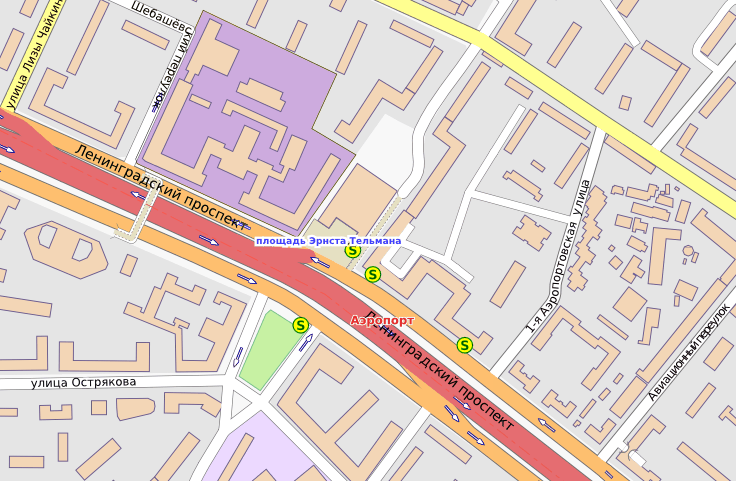
Карта окрестностей станции метро «Аэропорт» с OpenStreetMap

Рядом со станцией расположены образовательные и спортивные учреждения:
- Высшая школа экономики — государственный университет, находящийся в ведении Правительства Российской Федерации. С 2009 года — Национальный исследовательский университет. Один из корпусов университета находится по адресу: Кочновский проезд, дом 3[39] (около 700 метров на север от станции «Аэропорт» вдоль улицы Черняховского до пересечения с Планетной улицей, затем 150 метров направо вдоль улицы и 100 метров налево).
- Московский автомобильно-дорожный институт — государственный университет, готовящий специалистов в области автомобильной промышленности, транспорта, дорожно-мостового и аэродромного строительства[40]. Находится по адресу: Ленинградский проспект, дом 64[41] (выход из северного вестибюля станции «Аэропорт», далее 200 метров направо вдоль проспекта).
- Финансовый университет при Правительстве Российской Федерации — государственный университет, специализирующейся на подготовке финансистов. Находится по адресу Ленинградский проспект, дом 49, рядом с западным выходом из подземного перехода станции метро «Аэропорт».
- Спорткомплекс ЦСКА состоит из ряда спортивных сооружений. Там расположены домашние арены баскетбольного и хоккейного клубов ЦСКА[42]. Спорткомплекс находится по адресу: Ленинградский проспект, дом 39 (от западного выхода подземного перехода станции «Аэропорт» пройти пешком около 500 метров в сторону центра, либо транспортом до остановки «Улица Константина Симонова»)[43].